# Pullman Sur
Transportes Pullman Sur Ltda. Fue una empresa de buses perteneciente a Empresas Cruz del Sur, contaba con servicios entre Santiago y Puerto Montt.
La empresa puso fin a sus operaciones el día viernes 21 de mayo de 2021, habiendo empezado en 1989.
La empresa perteneció al holding que incluye a empresas como Buses Cruz del Sur, Naviera Cruz del Sur, Turibús, Bus Norte Internacional y Trans Chiloé.
La empresa transportaba pasajeros por las ciudades de Puerto Montt, Puerto Varas, Llanquihue, Frutillar, Osorno, Valdivia, Máfil, San José de la Mariquina, Los Lagos, Lanco, Loncoche, Temuco, Los Ángeles, y Santiago.
Pullman Sur hasta el fin de sus operaciones tuvo solo servicio pullman.

## Oficinas
Terminal de Buses de Puerto Montt: Oficina 16.

## Flota
La empresa está catalogada como mediana por el Ministerio de Transportes y cuenta al primer semestre de 2015 con una flota de 32 buses, que eran 35 en 2012.
En términos de infracciones en el mismo periodo recibió 10 multas en un total de 413 controles. Bastante mejor que en el primer semestre de 2011 cuando lideró el porcentaje de infracciones del código laboral en el país respecto a la cantidad de controles, llegando al 83%.
Entre sus máquinas destacan los buses de los fabricantes brasileños Busscar y Marcopolo en sus generaciones VI y VII.

### Detalle de máquinas
166: Marcopolo Viaggio GV1000 montado en Mercedes Benz O-400 RSE 68 de 2000, patente TX2122. Retirado de la empresa y cancelado en Berr Tur.
168: Busscar El Buss 340, montado en Mercedes Benz O-400 RSE, patente UG5666. Retirado de la empresa, ahora es de transporte rural escolar.
169: Marcopolo Viaggio 1050 G6, montado en Volvo B9R de 2008, con patente BDVV22.
183: Marcopolo Viaggio 1050 G6, montado en Scania K124 IB de 2002. con patente UX9945. Actualmente trabaja en una empresa de turismo.
185: Marcopolo Viaggio 1050 G6, montado en Scania K124 IB de 2002. Patente UX9947. Actualmente Retirado de la flota.
189: Marcopolo Viaggio 1050 G6, montado en Volvo B9R de 2008, patente BDVV21.
240: Busscar Vissta Buss LO montado en Volvo B12R 4x2 de 2005, con patente YE4843 y 47 asientos salón clásico.
241: Busscar Vissta Buss LO montado en Volvo B12R de 2005, con patente YE4844, de 48 asientos.
242: Busscar Vissta Buss LO montado en Volvo B12R de 2005, con patente YN5967
243: Busscar Vissta Buss LO montado Volvo B12R de 2006, con aire Climabuss y patente YN5968.
244: Busscar Vissta Buss LO montado Mercedes Benz O-400RSE de 2007, patente WR7696. Actualmente en Buses Nilahue.
245: Busscar Vissta Buss LO montado Mercedes Benz O-400RSE de 2007, patente WR7203. Retirado de la empresa.
246: Marcopolo Viaggio 1050 G6 montado en Volvo B9R de 2008. Patente BDVV14.
247: Marcopolo Viaggio 1050 G6 montado en Volvo B9R de 2008. Patente BDVV15. Le dicen el Metrobús por su color celeste.
248: Marcopolo Viaggio 1050 G6 montado en Volvo B9R de 2008. Patente BDVV12.
249: Marcopolo Viaggio 1050 G6 montado en Volvo B9R. Patente BDVV13.
292: Marcopolo Viaggio 1050 G6 montado en Volvo B9R, de 2009, patente BYDG35.
293: Marcopolo Viaggio 1050 G6 montado en Volvo B9R, de 2009, patente BYDG36.
294: Marcopolo Viaggio 1050 G6 montado en Volvo B9R, de 2009. Patente BYDG34.
295: Marcopolo Viaggio 1050 G6 montado en Volvo B9R, de 2009. Patente BYDG33.
600: Marcopolo Paradiso 1050 G7, montado en Mercedes Benz O500 RS, patente CDVX17, 2010 y con 44 asientos.
601: Marcopolo Paradiso 1050 G7, montado en Mercedes Benz O500 RS, patente CDVY66, 2010.
602: Marcopolo Paradiso 1050 G7, montado en Volvo B9R 340 de 2010, patente CDVY65.
603: Marcopolo Paradiso 1050 G7, montado en Volvo B9R 340, patente CGZB78, 2011.
604: Marcopolo Paradiso 1050 G7 montado en Mercedes Benz O500 RS, 2011, patente CLGG90.
605: Marcopolo Paradiso 1050 G7 montado en Mercedes Benz O500 RS, 2011, patente CLGG91.
606: Marcopolo Paradiso 1050 G7 montado en Scania K36O IB de 2012, patente DLJT49.
607: Marcopolo Paradiso 1050 G7 montado en Scania K360 IB de 2012, patente DLJT50.
608: Marcopolo Paradiso 1050 G7 montado en Scania K360 IB de 2012, patente DPCF27.
609: Marcopolo Paradiso 1050 G7 montado en Scania K360 IB de 2012, patente DPXF69.
610: Marcopolo Paradiso 1050 G7 montado en Scania K360 IB de 2012, patente DXFD27.
611: Marcopolo Paradiso 1050 G7 montado en Mercedes Benz OC 500 RF 1842 de 2013, patente FBWS67, con 44 asientos.
612: Marcopolo Paradiso 1050 G7 montado en Mercedes Benz OC 500 RF 1842 de 2013, patente FBWS69.
613: Marcopolo Paradiso 1050 G7 montado en Mercedes Benz OC 500 RF 1842 de 2014, patente FBWS68, librea amarilla.
614: Marcopolo Paradiso 1050 G7 montado en Mercedes Benz OC 500 RF 1842 de 2013, Patente FBWS70, librea gris con naranja.
"Todas Las Unidades Aquí Fueron Canceladas y Vendidas A Otros.

## Salidas
Santiago - Valdivia: Con intermedios en Rancagua, San Fernando, Los Ángeles, Temuco, Loncoche, Lanco y San José de la Mariquina.
Santiago - Temuco: Con intermedios en Rancagua, San Fernando y Los Ángeles.
Puerto Montt - Temuco: Con intermedios en Osorno y Valdivia o Los Lagos.
Puerto Montt - Santiago: Con intermedios en Puerto Varas, Osorno y Los Lagos.
Valdivia - Temuco: Con intermedios en Mafil o San José de la Mariquina, Lanco y Loncoche.
Osorno - Temuco: Con intermedios en Valdivia, Mafil, Lanco y Loncoche.